# Clã Haldane
O Clã Haldane é um clã escocês da região das Terras Baixas, Escócia.
O atual chefe é Martin Haldane de Gleneagles.